# Ореховы
Ореховы — опустевшая деревня в Даровском районе Кировской области в составе Кобрского сельского поселения.

## География
Находится на расстоянии примерно 37 км по прямой на север-северо-восток от райцентра поселка  Даровской.

## История
Известна была с 1873 году, когда здесь (починок Кокушинский или Клименки) учтено было дворов 3 и жителей 25, в 1905 (починок Кокушинский или Клименки или Ореховы) 5 и 40, в 1926 (деревня Ореховы или Клименки) 6 и 38, в 1950 10 и 28, в 1989 оставалось 12 жителей. Нынешнее название утвердилось с 1939 года.

## Население
Постоянное население  составляло 8 человек (русские 100%) в 2002 году, 0 в 2010.